# 比耶夫尔 (埃松省)
比耶夫尔（法語：Bièvres，法語發音：[bjɛvʁ] ⓘ）是法国法兰西岛大区埃松省的一个市镇，属于帕莱索区。

## 地理
比耶夫尔（48°45'20"N, 2°12'54"E）面积9.69 平方千米，位于法国法蘭西島大區埃松省，该省份为法国北部内陆省份，北起上塞纳省和马恩河谷省，西接厄尔-卢瓦省和伊夫林省，南至卢瓦雷省，东临塞纳-马恩省。
与比耶夫尔接壤的市镇（或旧市镇、城区）包括：韦利济-维拉库布莱、茹伊昂若萨斯、伊尼、萨克莱、沃阿朗、韦里耶尔勒比松、沙特奈马拉布里、克拉马。

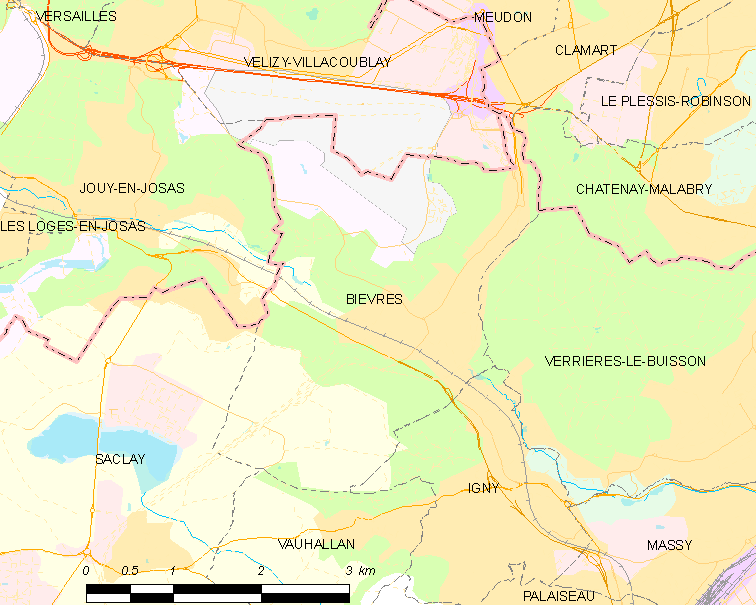
的OSM定位图

比耶夫尔的时区为UTC+01:00、UTC+02:00（夏令时）。

## 行政
比耶夫尔的邮政编码为91570，INSEE市镇编码为91064。

## 政治
比耶夫尔所属的省级选区为伊韦特河畔日夫县。

## 人口

1962-2008年间人口变化图示

比耶夫尔于2022年1月1日时的人口数量为4700人。